# The Nightmare Before Christmas
The Nightmare before Christmas er en stop-motion film instrueret af Henry Selick i 1993 efter en historie af Tim Burton.
Musikken er komponeret af Burtons faste komponist Danny Elfman, der også fungerer som Jack Skellingtons sangstemme.

## Handling
Hovedpersonen er Jack Skellington, figuren der er kendt fra Radiserne som Den store Græskarmand, der er konge i Halloweenbyen, bliver træt af den samme fest år efter år, så da han finder julebyen bliver han vildt begejstret, Jack misforstår meningen med julen ud fra sit Halloween-synspunkt og tror at Julemanden er Fuglemanden, en grum og væmmelig figur. Derfor vil han forbedre julen ud fra sin egen (forkerte) opfattelse af hvad julen er ved selv at være Fuglemanden fordi han er træt af at være Den Store Græskarmand hele tiden. Så han får kidnappet Julemanden for at kunne træde i hans sted. Men det går ikke så godt, og den kidnappede julemand får sit job tilbage. Julemanden giver alle gaver og skaber orden. Han drysser lidt hvid sne over alle.